# Служба крови

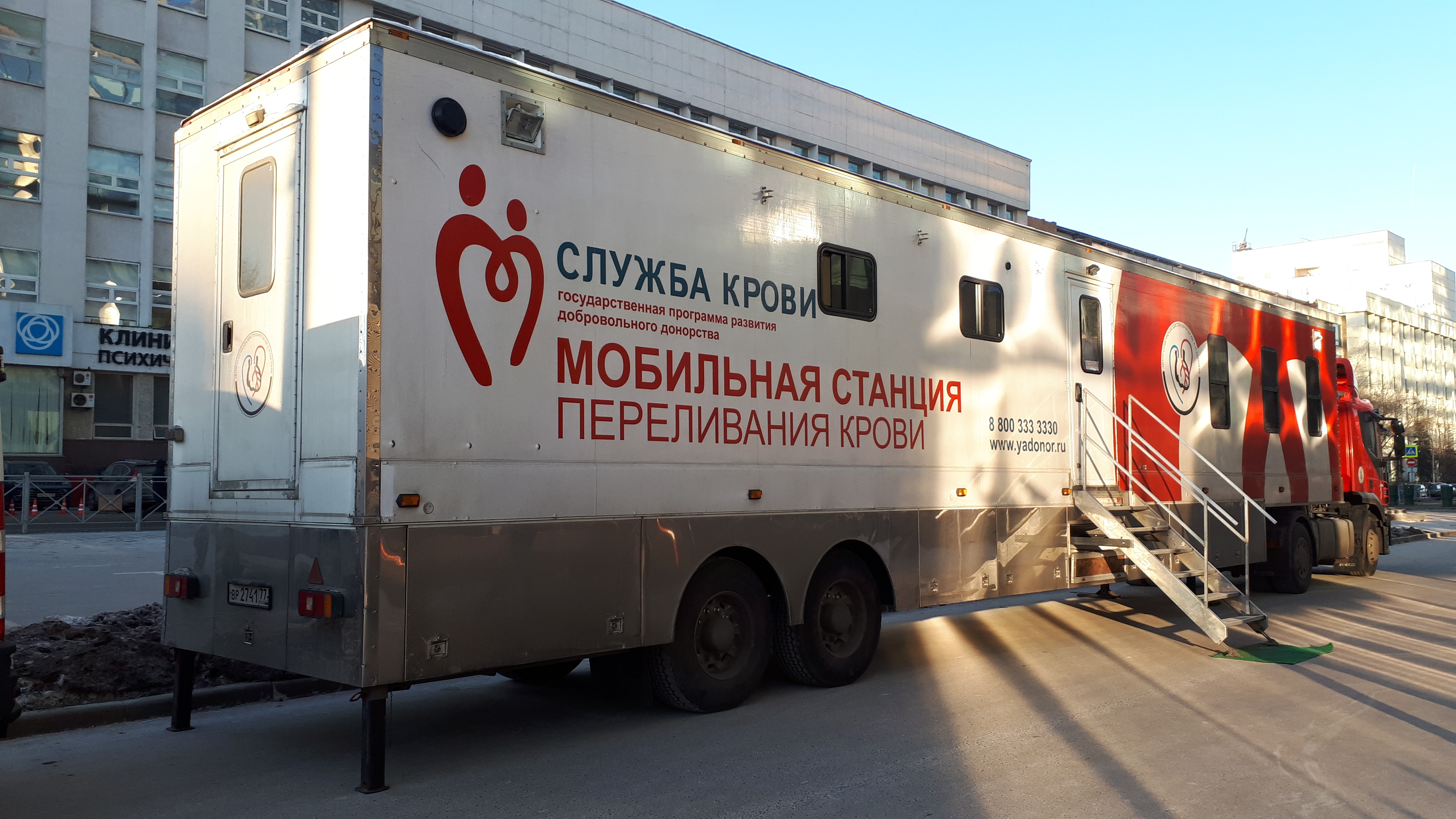
автомобиль службы крови

Слу́жба кро́ви — отрасль медицины, совокупность медицинских организаций, участвующих в цикле донорской крови на этапе её получения, разделения на компоненты, долгосрочного хранения и транспортировки. К функциям службы крови также относится пропаганда донорства, контроль над оказанием трансфузиологического пособия в стационарах, в том числе государственная программа развития донорства в России.
Научными разработками, внедрением новых технологий, организационно-методической работой занимаются специализированные научно-исследовательские институты.

## История
Первый НИИ переливания крови в мире был открыт в 1926 году по инициативе А. А. Богданова (Малиновского).
Принципы организации советской службы крови прошли жесткую проверку в годы Великой Отечественной войны.

## История Службы крови регионов России
В научной монографии Петровский М.А., Попов А.А. История создания и развития службы крови в системе здравоохранения Коми АССР в 1930–1980-е годы. — Сыктывкар: ФИЦ Коми НЦ УрО РАН, 2023. — 155 с., впервые в историографии России исследована региональная история создания и развития ключевой отрасли системы здравоохранения - службы крови в Республике Коми - в 1930-1980-е годы. Обоснована периодизация этого процесса, выявлена его региональная специфика. В эволюции региональной службы крови в этот период выделяются два этапа. Основными критериями периодизации выступили целевые установки государственного руководства СССР, организационно-структурные изменения самой службы крови и внедрение передовых медицинских технологий. Первый этап (1935-1956) включил предвоенные годы, период Великой Отечественной войны и послевоенное восстановительное десятилетие. Определяющим фактором в становлении и развитии службы крови в системе здравоохранения, в том числе и Коми АССР, стала политика руководства СССР, направленная на укрепление обороноспособности страны в канун Второй мировой войны. Динамичность и эффективность второго этапа в эволюции службы крови (1956-1985) также всецело зависели от социально-экономических и политико-управленческих инициатив руководства страны. В немалой степени дальнейшее развитие учреждений этой службы было обусловлено возможностями региона, позицией Министерства здравоохранения Коми АССР. Оснащение службы крови новейшими научно-техническими разработками отражало общую ситуацию в стране. В исследовании проанализирован процесс обеспечения службы крови кадровыми ресурсами. В предвоенный период советское государство изначально поддержало гражданскую инициативу в донорском движении целым комплексом пропагандистских мероприятий, активно применяя и методы материального стимулирования. Развитие донорства как социального явления стало индикатором сложившейся и проявившейся в суровые годы Великой Отечественной войны атмосферы всеобщей взаимопомощи. Внедрение в практику новых принципов работы с донорами ознаменовало собой начало второго этапа в развитии движения (с 1956 по 1985 г.), когда стало распространяться безвозмездное донорство. Во многом его активизация была обусловлена благоприятной морально-политической атмосферой в обществе в 1960-1970-е годы. Совместная работа службы крови, органов здравоохранения, обществ Красного Креста во взаимодействии с органами власти, использовавшими административный ресурс, явилась залогом успешного выполнения плановых обязательств по заготовкам донорской крови в 1957-1985 гг.

## Структура

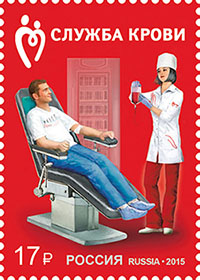
Почтовая марка России 2015 года, посвящённая Государственной программе развития добровольного донорства «Служба крови»

В России головными учреждениями службы крови являются научно-исследовательские институты:
- НИИ переливания крови (Москва) в составе Гематологического научного центра РАМН
- Российский НИИ гематологии и трансфузиологии (Санкт-Петербург)
- НИИ гематологии и переливания крови в составе Минздрава РФ (Киров)

Следующими в иерархической лестнице являются краевые и областные (республиканские) станции переливания крови (СПК), городские СПК Москвы, Санкт-Петербурга и Севастополя.

В структуре Росздрава низшие позиции занимают отделения переливания крови (ОПК) второстепенных больниц, трансфузиологические кабинеты.
 В то же время все учреждения работают в достаточно автономном режиме, решая проблемы донорства на местах.
В 2008 г. служба крови России насчитывала:
- 151 СПК (краевых — 7, республиканских — 21, областных — 48, городских — 75);
- 515 ОПК;
- 103 больниц, заготавливающих кровь;
- три НИИ[2].

Кроме этого, существуют с 2010 года станции переливания крови Федерального медико-биологического агентства, на базе бывших больниц окружных МПС (ОАО РЖД), таковых 26 — крупнейшая в Ростове-на-Дону, обслуживает больницу СКЖД и Федеральный медицинский центр ЮФО, НИАП, аналогично существуют центры переливания крови в системе Клинических военных госпиталей МО РФ − 17 и окружных больниц МВД (обслуживают МВД, ФСБ, ФСО, ФСИН) 56, аналогично станции крови действуют при гематологических отделениях областных клинических больниц субъектов РФ таковых 67, аналогично при некоторых клиниках Вузов медицинских в РФ таковых 19, особые станции крови действуют при всех НИИ онкологического профиля в РФ таковых 6.
С 2003 года функционирует Общероссийская общественная организация «Российская ассоциация трансфузиологов», председателем Совета которой является Е. Б. Жибурт.

## Лицензирование
Работа учреждений службы крови лицензируется по виду:
- 06.017 — работы и услуги по заготовке, производству, транспортировке и хранению донорской крови, её компонентов и препаратов (Приказ МЗ РФ от 26 июля 2002 г. № 238).

Заготовку и хранение донорской крови осуществляют:
- медицинские организации государственной системы здравоохранения;
- организации федеральных органов исполнительной власти, в которых федеральным законом предусмотрена военная и приравненная к ней служба;
- медицинские организации, которые подведомственны уполномоченным органам местного самоуправления и соответствующие структурные подразделения которых созданы не позднее 1 января 2006 года.[3]

## Нормативные документы
Перечень нормативных документов по вопросам донорства крови и её компонентов:
- Федеральный закон РФ от 20 июля 2012 г. № 125-ФЗ «О донорстве крови и её компонентов»
- Письмо Министерства Здравоохранения РФ № 05—5/422—5 Министерства Труда РФ № 1622-КВ Фонда Социального Страхования РФ № 114—214 от 9 сентября 1993 г. «Разъяснение о порядке предоставления некоторых дополнительных льгот донорам»
- Основы законодательства РФ «Об охране здоровья граждан» от 22 июля 1993 г. № 5487—1
- Федеральный Закон РФ № 38-ФЗ от 30 марта 1995 г. "О предупреждении распространения в Российской Федерации заболевания, вызываемого вирусом иммунодефицита человека (ВИЧ-Инфекции) ст. 9. «Обязательное медицинское освидетельствование»
- Федеральный Закон РФ № 117-ФЗ от 5 августа 2000 г. Налоговый кодекс РФ, часть 2 с изменениями и дополнениями ст. 217. «Доходы, не подлежащие налогообложению (освобождаемые от налогообложения)»; ст. 255. «Расходы на оплату труда»
- Федеральный Закон РФ № 197-ФЗ от 30 декабря 2001 г. Трудовой Кодекс РФ, ст. 186. «Гарантии и компенсации работникам в случае сдачи ими крови и её компонентов»
- Федеральный закон от 29 декабря 2006 г. № 258-ФЗ «О внесении изменений в отдельные законодательные акты Российской Федерации в связи с совершенствованием разграничения полномочий»
- Постановление Правительства РФ от 19 ноября 2004 г. № 663 "О порядке награждения граждан нагрудным знаком «почётный донор России» и предоставления ежегодной денежной выплаты гражданам, награждённым нагрудным знаком «почётный донор России»; "Правила награждения граждан нагрудным знаком «Почётный донор России»; "Правила предоставления ежегодной денежной выплаты гражданам, награждённым нагрудным знаком «Почётный донор России»
- Постановление Правительства РФ от 26.11.2012 № 1228 "О порядке награждения доноров крови и (или) её компонентов нагрудным знаком «Почетный донор России»
- Постановление Правительства Российской Федерации от 21 июня 2008 г. № 465 г. Москва «О финансовом обеспечении в 2008 году за счет ассигнований федерального бюджета мероприятий по развитию службы крови»
- Постановление Главного государственного санитарного врача Российской Федерации от 28 февраля 2008 г. № 14 г. Москва «Об утверждении санитарно-эпидемиологических правил СП 3.1.1.2341—08»
- Приказ Министерства здравоохранения и социального развития Российской Федерации (Минздравсоцразвития России) от 22 февраля 2008 г. № 91н г. Москва «О порядке осуществления контроля за качеством донорской крови и её компонентов»
- Приказ Министерства здравоохранения и социального развития Российской Федерации (Минздравсоцразвития России) от 16 апреля 2008 г. № 175н г. Москва "О внесении изменений в приказ Министерства здравоохранения Российской Федерации от 14 сентября 2001 г. № 364 «Об утверждении Порядка медицинского обследования донора крови и её компонентов»
- Приказ ФМБА России от 07.07.2008 № 234 «О мерах по реализации постановления Правительства Российской Федерации от 21 июня 2008 г. № 465»
- Приказ Министерства здравоохранения и социального развития РФ от 18 августа 2008 г. № 429н «Об организации деятельности плазмоцентра» и Положение «Об организации деятельности плазмоцентра»
- Справка от 19 августа 2005 г. По вопросам предоставления мер социальной поддержки граждан, награждённых нагрудным знаком «Почётный донор России» («Почётный донор СССР»)

## Дополнительная информация
Консультацию по всем вопросам донорства крови можно получить по круглосуточному телефону 8 800 333-33-30 (в России звонок на этот номер бесплатный).